# ترجمه ماشینی عصبی گوگل
ترجمه ماشینی عصبی گوگل (GNMT) یک سیستم ترجمه عصبی (NMT) است که توسط گوگل ایجاد شده‌است و در ماه نوامبر سال ۲۰۱۶ معرفی شد، که از شبکه عصبی مصنوعی برای افزایش روانی ترجمه و دقت در گوگل ترنسلیت استفاده می‌کند.
ترجمه ماشینی عصبی گوگل کیفیت ترجمه را با اعمال ترجمه ماشینی مثال محور بهبود می‌بخشد، روشی که در آن سیستم از میلیون‌ها مثال، ترجمه را می‌آموزد. معماری پیشنهادی ترجمه ماشینی عصبی گوگل ابتدا بر روی بیش از صد زبان پشتیبانی شده توسط گوگل ترنسلیت آزمایش شد.. با چارچوب (Framework) بزرگ پایان‌به‌پایان (end-to-end)، سیستم در طول زمان ایجاد ترجمه‌های بهتر و طبیعی‌تر را یادمی‌گیرد. ترجمه ماشینی عصبی گوگل قادر به ترجمه تمام جملات به صورت همزمان است، نه فقط جمله به جمله. شبکه ترجمه ماشینی عصبی گوگل می‌تواند با استفاده از رمزنگاری معانی یک جمله به جای یاد داشتن ترجمه‌های اصطلاح به اصطلاح، قادر به انجام ترجمه ماشین میان‌زبانی باشد.

## تاریخچه
پروژه مغز گوگل در سال ۲۰۱۱ در "آزمایشگاه تحقیقاتی مخفی گوگل X" توسط یکی از همکاران گوگل جف دین، پژوهشگر گوگل گرگ کورادو، و استاد علوم کامپیوتر دانشگاه استنفورد اندرو انجی. فعالیت‌های انجی به برخی از بزرگترین پیشرفت‌ها در گوگل و استنفورد منجر شده‌است.
در سپتامبر ۲۰۱۶ یک تیم تحقیقاتی در گوگل اعلام کرد که سیستم ترجمه ماشینی عصبی گوگل (GNMT) را توسعه داده و در ماه نوامبر، گوگل ترجمه با استفاده از ماشین عصبی خود (NMT) را به جای شیوه دیگری که از اکتبر ۲۰۰۷ به کار گرفته بود، یعنی ترجمه آماری (SMT) آغاز کرد.
سیستم ترجمه عصبی گوگل ترنسلیت از یک شبکه عصبی مصنوعی بزرگ که قادر به یادگیری عمیق است استفاده می‌کند. با استفاده از میلیون‌ها نمونه، ترجمه ماشینی عصبی گوگل کیفیت ترجمه را بهبود می‌بخشد، سپس نتیجه تغییر ساختار داده شده و با گرامر زبان انسانی سازگار می‌شود. معماری پیشنهادی ترجمه ماشینی عصبی گوگل ابتدا بر روی بیش از صد زبان پشتیبانی شده توسط گوگل ترنسلیت آزمایش شد. ترجمه ماشینی عصبی گوگل زبان میانی خود را نساخت، بلکه از اشتراکاتی که میان تعداد زیادی زبان وجود داشت استفاده کرد، فعالیتی که بیشتر روانشناسان و زبان‌شناسان را درگیر می‌کرد تا دانشمندان حوزه کامپیوتر. موتور جدید ترجمه برای اولین بار در سال ۲۰۱۶ برای هشت زبان انگلیسی و فرانسوی، آلمانی، اسپانیایی، پرتغالی، چینی، ژاپنی، کره ای و ترکی فعال شد. در مارس ۲۰۱۷، سه زبان دیگر فعال شد: روسی، هندی و ویتنامی همراه با تایلندی پشتیبانی از آن بعداً اضافه شد. پشتیبانی از زبان عبری و عربی نیز با کمک انجمن ترجمه گوگل (متشکل از کاربران داوطلب) در همان ماه اضافه شد. در اواسط آوریل ۲۰۱۷، گوگلِ هلند پشتیبانی از زبان هلندی و دیگر زبان‌های اروپایی نزدیک به انگلیسی را اعلام کرد. پشتیبانی بیشتر برای نه زبان هندی، یعنی: هندی، بنگالی، مراتی، گجراتی، پنجابی، تامیل، تلوگو، مالایالام و کاناده در پایان آوریل ۲۰۱۷ اضافه.

## زبان‌های پشتیبانی شده توسط GNMT
در ادامه لیستی از جفت زبان‌های قابل ترجمه توسط ماشین ترجمه عصبی گوگل ارائه شده‌است. (نام زبان‌ها ترجمه نشده‌است)
| جفت زبان‌ها                              | کد زبان‌ها    |
| --------------------------------------- | ------------ |
| Afrikaans ↔ English                     | af ↔ en      |
| Albanian ↔ English                      | sq ↔ en      |
| Amharic ↔ English                       | am ↔ en      |
| Arabic ↔ English                        | ar ↔ en      |
| Armenian ↔ English                      | hy ↔ en      |
| Azerbaijani ↔ English                   | az ↔ en      |
| Basque ↔ English                        | eu ↔ en      |
| Bengali ↔ English                       | bn ↔ en      |
| Bosnian ↔ English                       | bs ↔ en      |
| Bulgarian ↔ English                     | bg ↔ en      |
| Catalan ↔ English                       | ca ↔ en      |
| Cebuano ↔ English                       | ceb ↔ en     |
| Chinese (Simplified) ↔ English          | zh-CN * ↔ en |
| Chinese (Traditional) ↔ English         | zh-TW ↔ en   |
| Corsican ↔ English                      | co ↔ en      |
| Croatian ↔ English                      | hr ↔ en      |
| Czech ↔ English                         | cs ↔ en      |
| Danish ↔ English                        | da ↔ en      |
| Dutch ↔ English                         | nl ↔ en      |
| Esperanto ↔ English                     | eo ↔ en      |
| Estonian ↔ English                      | et ↔ en      |
| Finnish ↔ English                       | fi ↔ en      |
| French ↔ English                        | fr ↔ en      |
| Frisian ↔ English                       | fy ↔ en      |
| Galician ↔ English                      | gl ↔ en      |
| Georgian ↔ English                      | ka ↔ en      |
| German ↔ English                        | de ↔ en      |
| Greek ↔ English                         | el ↔ en      |
| Gujarati ↔ English                      | gu ↔ en      |
| Haitian Creole ↔ English                | ht ↔ en      |
| Hausa ↔ English                         | ha ↔ en      |
| Hawaiian ↔ English                      | haw ↔ en     |
| Hebrew ↔ English                        | iw ↔ en      |
| Hindi ↔ English                         | hi ↔ en      |
| Hmong ↔ English                         | hmn ↔ en     |
| Hungarian ↔ English                     | hu ↔ en      |
| Icelandic ↔ English                     | is ↔ en      |
| Igbo ↔ English                          | ig ↔ en      |
| Indonesian ↔ English                    | id ↔ en      |
| Irish ↔ English                         | ga ↔ en      |
| Italian ↔ English                       | it ↔ en      |
| Japanese ↔ English                      | ja ↔ en      |
| Javanese ↔ English                      | jw ↔ en      |
| Kannada ↔ English                       | kn ↔ en      |
| Kazakh ↔ English                        | kk ↔ en      |
| Khmer ↔ English                         | km ↔ en      |
| Korean ↔ English                        | ko ↔ en      |
| Kurdish ↔ English                       | ku ↔ en      |
| Lao ↔ English                           | lo ↔ en      |
| Latvian ↔ English                       | lv ↔ en      |
| Lithuanian ↔ English                    | lt ↔ en      |
| Luxembourgish ↔ English                 | lb ↔ en      |
| Macedonian ↔ English                    | mk ↔ en      |
| Malagasy ↔ English                      | mg ↔ en      |
| Malay ↔ English                         | ms ↔ en      |
| Malayalam ↔ English                     | ml ↔ en      |
| Maltese** <- English                    | mt <- en     |
| Maori ↔ English                         | mi ↔ en      |
| Marathi ↔ English                       | mr ↔ en      |
| Mongolian ↔ English                     | mn ↔ en      |
| Nepali ↔ English                        | ne ↔ en      |
| Norwegian ↔ English                     | no ↔ en      |
| Nyanja (Chichewa) ↔ English             | ny ↔ en      |
| Pashto ↔ English                        | ps ↔ en      |
| Persian ↔ English                       | fa ↔ en      |
| Polish ↔ English                        | pl ↔ en      |
| Portuguese (Portugal, Brazil) ↔ English | pt ↔ en      |
| Punjabi ↔ English                       | pa ↔ en      |
| Romanian ↔ English                      | ro ↔ en      |
| Russian ↔ English                       | ru ↔ en      |
| Samoan ↔ English                        | sm ↔ en      |
| Scots Gaelic ↔ English                  | gd ↔ en      |
| Serbian ↔ English                       | sr ↔ en      |
| Sesotho ↔ English                       | st ↔ en      |
| Shona ↔ English                         | sn ↔ en      |
| Sindhi ↔ English                        | sd ↔ en      |
| Sinhala (Sinhalese) ↔ English           | si ↔ en      |
| Slovak ↔ English                        | sk ↔ en      |
| Slovenian ↔ English                     | sl ↔ en      |
| Somali ↔ English                        | so ↔ en      |
| Spanish ↔ English                       | es ↔ en      |
| Swahili ↔ English                       | sw ↔ en      |
| Swedish ↔ English                       | sv ↔ en      |
| Tagalog (Filipino) ↔ English            | tl ↔ en      |
| Tajik ↔ English                         | tg ↔ en      |
| Tamil ↔ English                         | ta ↔ en      |
| Telugu ↔ English                        | te ↔ en      |
| Thai ↔ English                          | th ↔ en      |
| Turkish ↔ English                       | tr ↔ en      |
| Ukrainian ↔ English                     | uk ↔ en      |
| Urdu ↔ English                          | ur ↔ en      |
| Uzbek ↔ English                         | uz ↔ en      |
| Vietnamese ↔ English                    | vi ↔ en      |
| Welsh ↔ English                         | cy ↔ en      |
| Xhosa ↔ English                         | xh ↔ en      |
| Yiddish ↔ English                       | yi ↔ en      |
| Yoruba ↔ English                        | yo ↔ en      |
| Zulu ↔ English                          | zu ↔ en      |

## ترجمه زیرو شات
گفته می‌شود سیستم ترجمه ماشینی عصبی گوگل پیشرفتی را نسبت به گوگل ترنسلیت پیشین از لحاظ توانایی در «ترجمه زیرو شات» نشان می‌دهد، یعنی به‌طور مستقیم یک زبان را به زبانی دیگر ترجمه می‌کند (به عنوان مثال از ژاپنی به کره ای). گوگل ترنسلیت قبلاً ابتدا زبان منبع را به زبان انگلیسی ترجمه می‌کرد و سپس انگلیسی را به زبان مقصد، نه به‌طور مستقیم از یک زبان به زبان دیگر. در حال حاضر، هیچ جفت زبان غیر انگلیسی پشتیبانی نمی‌شود.

## همچنین نگاه کنید به
- Example-based machine translation
- Rule-based machine translation
- Comparison of machine translation applications
- ترجمه ماشینی آماری
- هوش مصنوعی
- Cache language model
- زبان‌شناسی رایانشی
- ترجمه به کمک رایانه
- History of machine translation
- List of emerging technologies
- List of research laboratories for machine translation
- Neural machine translation
- ترجمه ماشینی
- Universal translator